# ماکن (آلمان)
ماکن (به آلمانی: Macken) یک شهر در آلمان است که در ماین-کبلنتس واقع شده‌است. ماکن ۳۶۷ نفر جمعیت دارد.